# Badis britzi
Badis britzi (бадіс Брітца) — перший представник роду бадіс, виявлений у Південній Індії. Є ендеміком регіону Західних Гатів у штаті Карнатака. Бадіс Брітца був знайдений поблизу села Ніттур (англ. Nittur), округ Шимога (англ. Shimoga district), в річці Наґоді (англ. Nagodi River), що є притокою Шараваті (англ. Sharavati River).
Решта видів роду походить з Північно-Східної Індії, М'янми й Таїланду.
Поки що Badis britzi відомий лише з річки Наґоді. Досліджена ділянка річки прикрита міцним дахом з дерев, які ростуть на її берегах. Течія повільна, ґрунт складається переважно з гравію та гальки. Риби тримаються серед прибережної рослинності й затопленого коріння.
Свою назву вид отримав на честь Ральфа Брітца (англ. Ralf Britz) з Музею Природознавства в Лондоні за його внесок в розуміння систематики та еволюції риб з родини бадієвих.

## Опис
Підставою для виділення нового виду стали морфологічні, морфометричні, остеологічні й молекулярні дані.
Badis brilzi відрізняється від своїх родичів низьким корпусом. Тіло видовжене, стиснуте з боків. Його висота є меншою за 30 % стандартної довжини. Таке співвідношення серед видів роду мають ще тільки B. pyema і B. kyar. На відміну від цих двох видів, голова і морда у бадіса Брітца є відносно довшою.
Максимальна загальна довжина риб, серед досліджених зразків, становила 39,3 мм.
Морда трохи загострена. Лінія спини вигнута, спочатку вона круто підіймається вгору, а від початку спинного плавця поступово спадає. Нижній контур голови плавно опускається вниз, далі, починаючи від рівня очей, лінія черева залишається майже рівною до початку анального плавця, а при переході до хвостового стебла підіймається вгору. Довжина хвостового стебла є трохи більшою за його висоту.
Очі великі, розташовані в передній верхній частині голови. Рот кінцевий, нижня щелепа виступає вперед. Луска ктеноїдна, на верхній частині голови — циклоїдна. Уздовж бічної лінії розташовано 21-24 лусок. Бічна лінія неповна, розбивається на дві частини, розташовані на різній висоті. Хребців 28.
Спинний плавець має 17 твердих променів і 9 м'яких, анальний — 3 твердих і 7 м'яких, грудні — по 12-13 м'яких променів, черевні — по 1 твердому і по 5 м'яких, хвостовий — 14 основних і 6 периферійних променів.

## Забарвлення
Badis britzi має доволі цікаве забарвлення, причому малюнок суттєво відрізняється від інших представників роду бадіс.
Основне забарвлення бежеве до світло-коричневого, спинка темніша. На цьому тлі розташовано 11 нерівномірних темних смуг, що складаються з мозаїки темно-коричневих і червоних цяток. Такого ж кольору плями і смужки є на голові.
Темні смуги частково поширюються й на спинний плавець, іноді вони тут зливаються в суцільні зони. Вище цієї коричневої зони проходить горизонтальна червона смуга, а зовнішній край плавця білий. Решта плавців напівпрозорі.